# Etioplast
Etioplast – rodzaj plastydu zabarwionego na żółto tworzącego się w komórkach mezofilu, pozbawionych dostępu do światła. Etioplasty powstają w wyniku przekształcenia proplastydów.

## Budowa
Posiadają nieliczne struktury błoniaste zwane protylakoidami, które zawierają niewielkie ilości protochlorofilidu (pod wpływem światła zostaje przekształtowany do chlorofilu), lipidy, enzym oksydoreduktaza NADPH-protochlorofilid i inne związki wytwarzane podczas etiolacji.
Charakterystycznym dla etioplastów jest występowanie ciał prolamellarnych występujących pod postacią regularnej błoniastej, trójwymiarowej sieci rurek, wyglądem przypominających budowę kryształu. Z ciała prolamellarnego, w wyniku działania światła, wyodrębniają się tylakoidy.

## Przekształcenie z proplastydu
W komórkach, które są potencjalnie zdolne do fotosyntezy, ale pozbawionych dostępu do światła zachodzi proces etiolacji – proplastydy przekształcają się w etioplasty. Wymiary plastydów powiększają się osiągając od kilku do 10 μm.

## Przekształcenie w chloroplast
W wyniku kontaktu ze światłem, etioplasty przekształcają się w chloroplasty zawierające wszystkie elementy niezbędne do przeprowadzania procesu fotosyntezy. Proces ten określany jest jako deetiolacja. Większość związków przechowywanych w protylakoidach i ciałach prolamellarnych jest wykorzystywana do wytwarzania błon tylakoidów (zdolnych do przeprowadzania fotosyntezy).